# Haploniscus charcoti
Haploniscus charcoti is een pissebed uit de familie Haploniscidae. De wetenschappelijke naam van de soort is voor het eerst geldig gepubliceerd in 1975 door Chardy.